# Seclì
Seclì is een gemeente in de Italiaanse provincie Lecce (regio Apulië) en telt 1928 inwoners (31-12-2004). De oppervlakte bedraagt 8,6 km², de bevolkingsdichtheid is 224 inwoners per km².

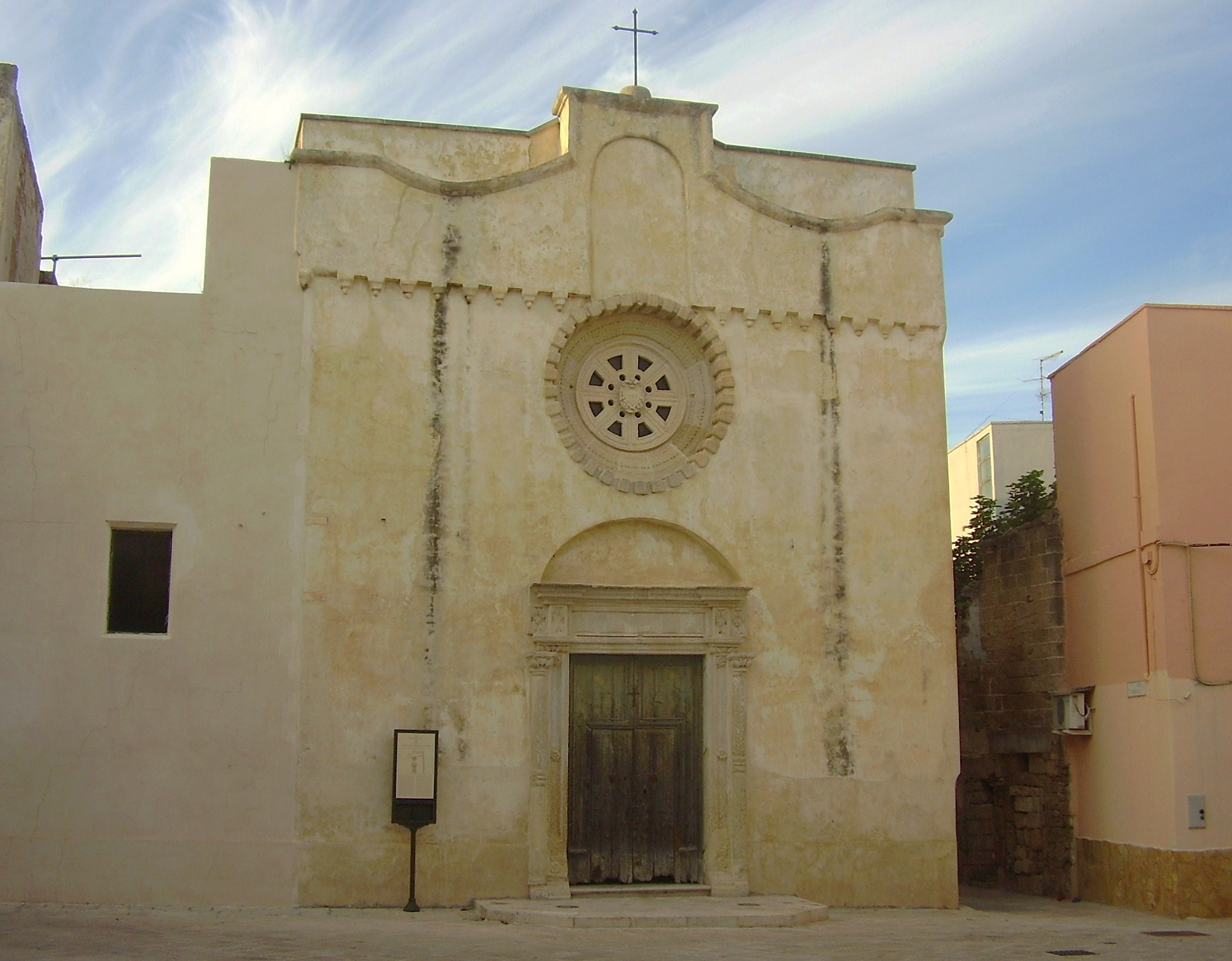
Kerk van Santa Maria delle Grazie
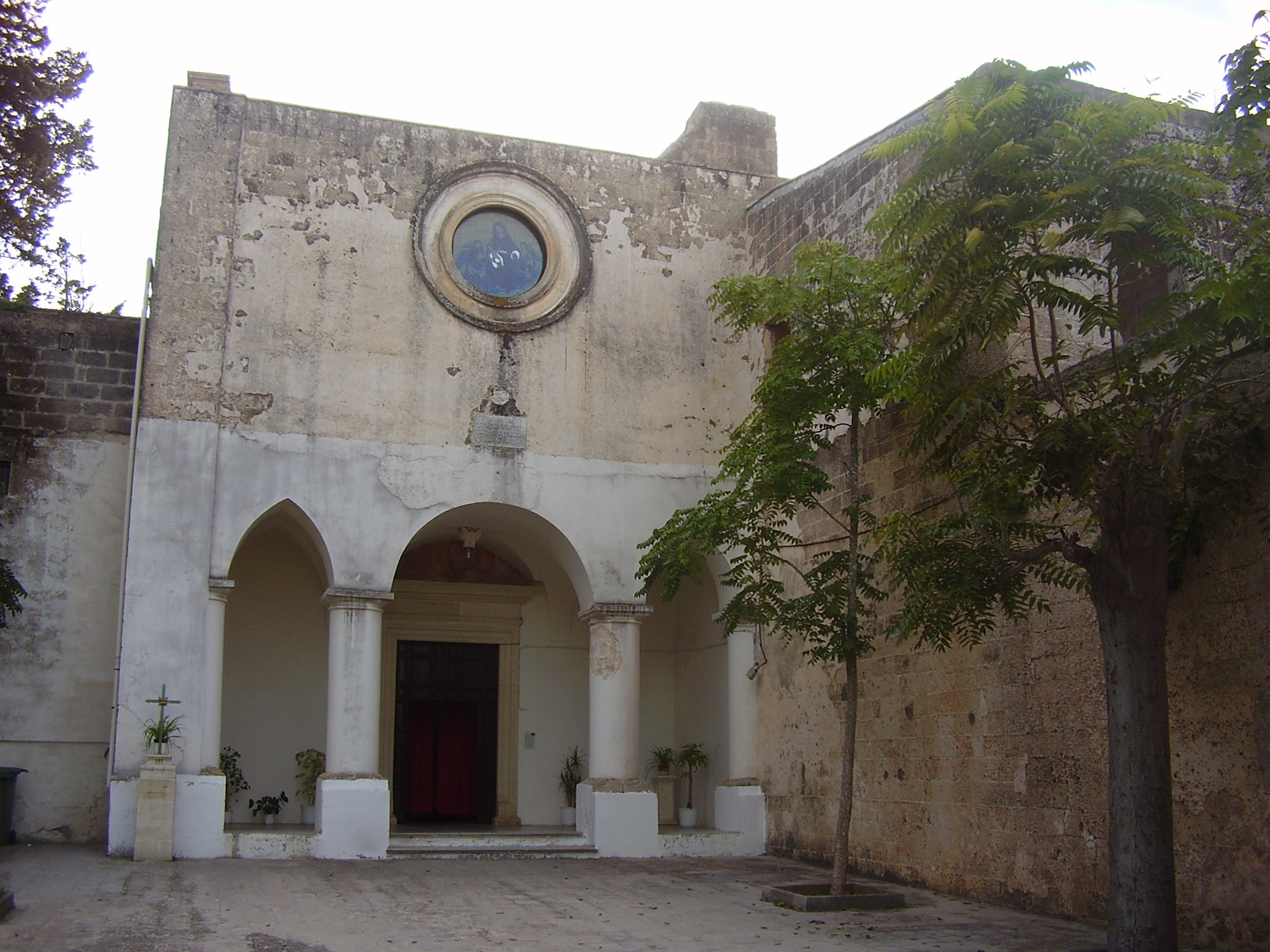
Kerk van St. Antonius van Padua
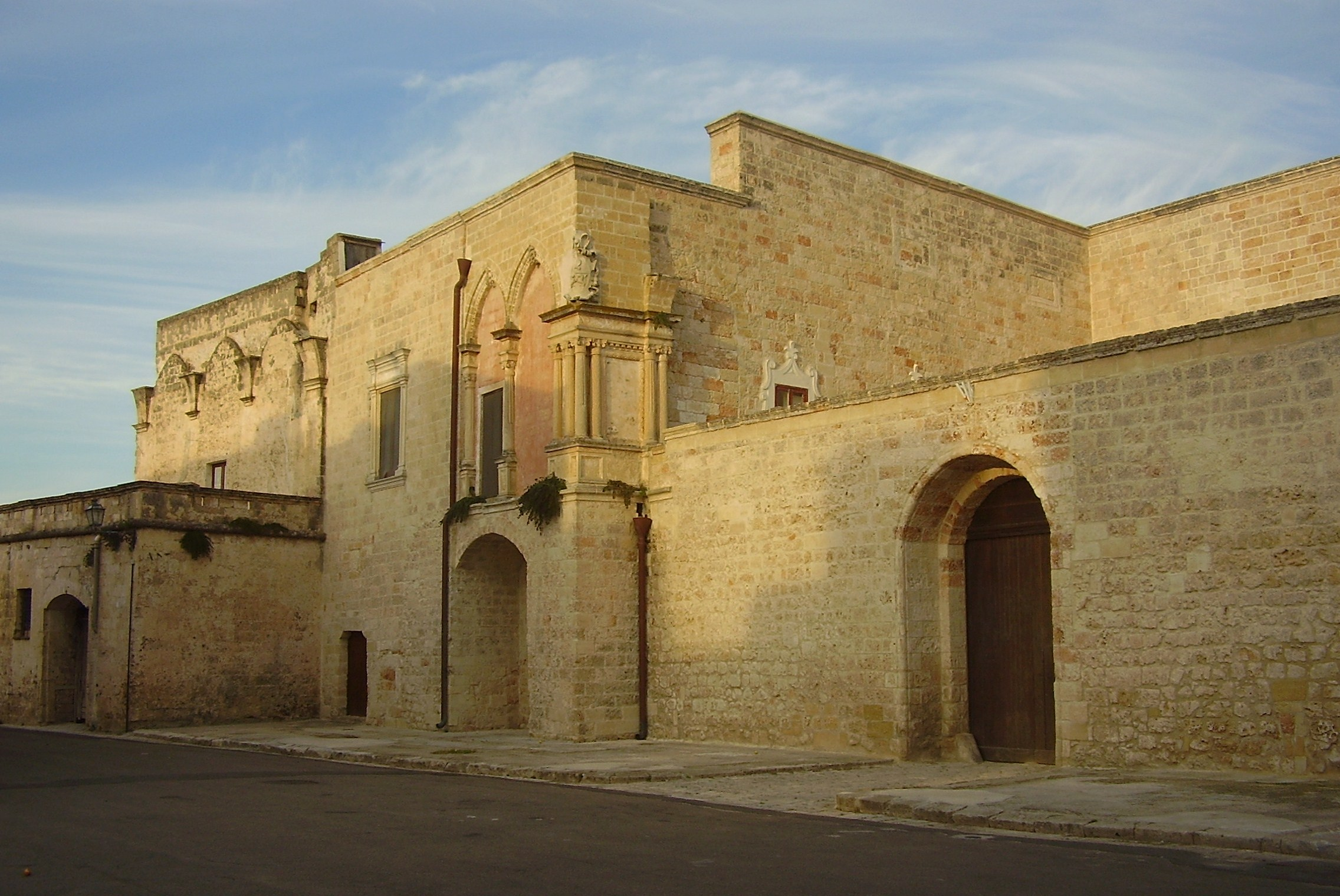
Palazzo Ducale

## Demografie
Seclì telt ongeveer 708 huishoudens. Het aantal inwoners steeg in de periode 1991-2001 met 5,6% volgens cijfers uit de tienjaarlijkse volkstellingen van ISTAT.
| Jaar | Inwoneraantal |
| ---- | ------------- |
| 1991 | 1808          |
| 2001 | 1909          |

## Geografie
Seclì grenst aan de volgende gemeenten: Aradeo, Galatina, Galatone, Neviano.